# Pierolapithecus
Genre
Espèce
Le Piérolapithèque ('Pierolapithecus') est un genre éteint de singes catarrhiniens appartenant à la sous-famille des Homininae. Il vivait en Espagne au Miocène moyen, il y a environ 13 millions d'années et dont une seule espèce est connue, Pierolapithecus catalaunicus. 

## Historique
L'espèce a été décrite par une équipe de paléoanthropologues espagnols dirigée par Salvador Moyà-Solà à partir d'un spécimen fossile exhumé en décembre 2002. La découverte comprend 83 ossements de la face et du squelette post-crânien (vertèbres, pelvis, carpes et métacarpes, radius et côtes). Elle a été annoncée la première fois dans la revue Science le 19 novembre 2004. Le nom générique fait référence au village où il fut découvert, Els Hostalets de Pierola, situé près de Barcelone, le nom spécifique à la région catalane.

## Description
Pierolapithecus est daté entre 13 et 12,5 millions d'années. Il présente des adaptations à la locomotion par ascension verticale, les mêmes que les humains et les autres Hominidae : une cage thoracique large et plate, une épine dorsale rigide dans sa partie inférieure, des poignets flexibles et des omoplates disposées le long du dos. Les Cercopithecidae présentent des caractéristiques plus générales.
Le Piérolapithèque montre cependant des particularités plus primitives, comme un visage incliné ainsi que des doigts et des orteils courts. Il ne présente aucune capacité à se mouvoir par brachiation, c'est-à-dire en se suspendant aux branches.

## Environnement
Le réchauffement climatique de la première moitié du Miocène a vu l'extension des forêts sur la partie méridionale de l'Eurasie, avant que s'amorce une tendance au refroidissement à partir de 14,5 millions d'années. Les Hominidae d'Europe ont néanmoins continué à prospérer jusqu'au début du Miocène supérieur.

## Phylogénie
Phylogénie des genres actuels d'hominidés, d'après Shoshani et al. (1996) et Springer et al. (2012) :
| Gorillini | Gorilla (Gorille)                                                                                             |
|           | Gorilla (Gorille)                                                                                             |
| Hominini  | \| Panina \| Pan (Chimpanzé) \| \| \| Pan (Chimpanzé) \| \| Hominina \| Homo (Homme) \| \| \| Homo (Homme) \| |
|           | \| Panina \| Pan (Chimpanzé) \| \| \| Pan (Chimpanzé) \| \| Hominina \| Homo (Homme) \| \| \| Homo (Homme) \| |
| Panina    | Pan (Chimpanzé)                                                                                               |
|           | Pan (Chimpanzé)                                                                                               |
| Hominina  | Homo (Homme)                                                                                                  |
|           | Homo (Homme)                                                                                                  |

| Panina   | Pan (Chimpanzé) |
|          | Pan (Chimpanzé) |
| Hominina | Homo (Homme)    |
|          | Homo (Homme)    |

| Gorillini | Gorilla (Gorille)                                                                                             |
|           | Gorilla (Gorille)                                                                                             |
| Hominini  | \| Panina \| Pan (Chimpanzé) \| \| \| Pan (Chimpanzé) \| \| Hominina \| Homo (Homme) \| \| \| Homo (Homme) \| |
|           | \| Panina \| Pan (Chimpanzé) \| \| \| Pan (Chimpanzé) \| \| Hominina \| Homo (Homme) \| \| \| Homo (Homme) \| |
| Panina    | Pan (Chimpanzé)                                                                                               |
|           | Pan (Chimpanzé)                                                                                               |
| Hominina  | Homo (Homme)                                                                                                  |
|           | Homo (Homme)                                                                                                  |

| Panina   | Pan (Chimpanzé) |
|          | Pan (Chimpanzé) |
| Hominina | Homo (Homme)    |
|          | Homo (Homme)    |

Pierolapithecus est le plus ancien représentant des Dryopithecini trouvé à ce jour en Europe. Les Dryopithecini forment l'une des tribus des Homininae, avec les Gorillini, tribu des gorilles, et les Hominini, tribu regroupant les humains et les chimpanzés. 